# Mo McRae
Pour les articles homonymes, voir McRae.
Mo McRae est un acteur américain né le 4 juillet 1982 à Los Angeles en Californie.

## Filmographie

### Cinéma
- 2001 : The Blue Diner : Vango
- 2003 : Thirteen : le deuxième rappeur
- 2003 : Leprechaun 6 : Le Retour : l'homme sans maillot
- 2004 : Woman Thou Art Loosed : Scootie
- 2005 : Dirty : Tiptoes
- 2006 : Rédemption : Leon Hayes
- 2009 : Dough Boys (en) de Nicholas Harvell : Black
- 2009 : Just Another Day : Robo
- 2010 : Detention : Jason Gretch
- 2010 : Everyday Black Man : Yousef
- 2011 : The Truth About Angels : Christopher Atwell
- 2012 : Acting Like Adults : Mike
- 2013 : Le Majordome : Eldridge Huggins
- 2014 : Wild : Jimmy Carter
- 2015 : November Rule : Steve
- 2016 : Hustle vs. Heartache : Pharaon
- 2016 : Destined : Tay
- 2016 : 478
- 2018 : Criminal Squad (Den of Thieves) de Christian Gudegast : Gus Henderson
- 2018 : American Nightmare 4 : Les Origines (The First Purge) de Gerard McMurray

### Télévision
- 2002 : New York Police Blues : Larry Williams (1 épisode)
- 2002 : Boston Public : Kenny Hamilton (1 épisode)
- 2003 : Becker : un homme (1 épisode)
- 2003 : Washington Police : Flick (1 épisode)
- 2003-2005 : Cold Case : Affaires classées : Theodore Clausen et Burke Kelvin (2 épisodes)
- 2004 : Le Protecteur : Kevin Brown (1 épisode)
- 2004 : The Shield : Derwin (1 épisode)
- 2004 : Division d'élite : Capone (1 épisode)
- 2004 : Les Experts : Leo Plummer (1 épisode)
- 2005 : Urgences : Kevin Hightower (1 épisode)
- 2010 : Southland : Sisqo (1 épisode)
- 2010 : Detroit 1-8-7 : Pooch (2 épisodes)
- 2010 : The Defenders : un rappeur (1 épisode)
- 2012 : Les Experts : Manhattan : Willis Frazier (1 épisode)
- 2012-2014 : Sons of Anarchy : Tyler Yost (14 épisodes)
- 2013-2014 : Ray Donovan : Deonte Frasier (3 épisodes)
- 2015 : Battle Creek : Darnell (1 épisode)
- 2015 : First Murder : Anthony Cascade (12 épisodes)
- 2015-2016 : Empire : J Poppa (2 épisodes)
- 2016 : All the Way (téléfilm) de Jay Roach : Stokely Carmichael
- 2016 : Vital Signs
- 2016 : Pitch : Blip
- 2019 : Big Little Lies : Michael Perkins